# Выборы в Архангельское областное собрание депутатов (1993)
Выборы депутатов Архангельского областного Собрания депутатов первого созыва впервые прошли в Архангельской области и Ненецком автономном округе 12 декабря 1993 года одновременно с референдумом по принятию конституции России и выборами в Госдуму и Совет Федерации России. Выборы прошли по мажоритарной системе голосования: 41 кандидат выдвигались от соответствующих одномандатных округов. На выборах были избраны 37 из 41 депутата сроком на 2 года до следующих выборов 1996 года, довыборы депутатов не проводились.

## Избирательные округа
Для проведения выборов Архангельская область была разделена на 41 округ. Норма представительства составила 1 депутат на 50 тысяч жителей. 8 одномандатных округов были в городе Архангельске, 5 — в Северодвинске, 2 — в Котласе.
| Территория                | Население, тыс. чел. | Избирателей, тыс. чел. | Количество округов |
| ------------------------- | -------------------- | ---------------------- | ------------------ |
| Ненецкий автономный округ | 51                   | 33                     | 1                  |
| Архангельск               | 420                  | 294,5                  | 8                  |
| Коряжма                   | 44                   | 31,5                   | 1                  |
| Котлас                    | 84                   | 59                     | 2                  |
| Мирный                    | 45                   | 30                     | 1                  |
| Новодвинск                | 55                   | 33,5                   | 1                  |
| Онежский район            | 48                   | 33                     | 1                  |
| Северодвинск              | 253                  | 172                    | 5                  |
| Вельский район            | 71                   | 48,7                   | 2                  |
| Верхнетоемский район      | 28                   | 19                     | 1                  |
| Вилегодский район         | 17                   | 11,6                   | 1                  |
| Виноградовский район      | 25                   | 17,1                   | 1                  |
| Каргопольский район       | 26                   | 17                     | 1                  |
| Коношский район           | 40                   | 27                     | 1                  |
| Котласский район          | 31                   | 21,5                   | 1                  |
| Красноборский район       | 21                   | 14,5                   | 1                  |
| Ленский район             | 20                   | 13,5                   | 1                  |
| Лешуконский район         | 16                   | 11                     | 1                  |
| Мезенский район           | 18                   | 12                     | 1                  |
| Няндомский район          | 40                   | 29,1                   | 1                  |
| Пинежский район           | 42                   | 26,7                   | 1                  |
| Плесецкий район           | 81                   | 51                     | 2                  |
| Приморский район          | 33                   | 26                     | 1                  |
| Соловецкий район          | 1,5                  | 1                      | 1                  |
| Устьянский район          | 45                   | 30,8                   | 1                  |
| Холмогорский район        | 36                   | 25,5                   | 1                  |
| Шенкурский район          | 23                   | 15,7                   | 1                  |

## Результаты
На проведение выборов было направлено 48 миллионов рублей. Были избраны 37 из 41 депутата. Из 37 избранных депутатов у 36 было высшее образование, только у депутата от 28 округа не было высшего образования.
| ОИК | ФИО                             | Образование         | Место работы и должность                                              |
| --- | ------------------------------- | ------------------- | --------------------------------------------------------------------- |
| 1   | Ястребов Георгий Георгиевич     | Высшее              | Председатель комитета по землеустройству НАО                          |
| 2   | Жигалов Сергей Николаевич       | Высшее              | Главный врач в городской больнице № 14 г. Архангельска                |
| 3   | Анисимова Галина Анатольевна    | Высшее              | Заместительница председателя комиссии в мэрии г. Архангельска         |
| 4   |                                 |                     |                                                                       |
| 5   |                                 |                     |                                                                       |
| 6   | Подъякова Татьяна Сергеевна     | Высшее              | Главный врач онкодиспансера                                           |
| 7   | Бирюков Геннадий Николаевич     | Высшее              | Генеральный директор АО «СМТ № 1»                                     |
| 8   |                                 |                     |                                                                       |
| 9   | Иванов Александр Петрович       | Высшее              | Председатель планово-бюджетной комиссии                               |
| 10  | Зарума Евгений Алексеевич       | Высшее              | Главный инженер АО «Коряжменский строительный трест»                  |
| 11  | Филипьева Татьяна Владимировна  | Высшее              | Директриса средней школы № 17 г. Котласа                              |
| 12  | Шашурин Александр Иванович      | Высшее              | Глава администрации посёлка Вычегодский                               |
| 13  | Корыгин Александр Алексеевич    | Высшее              | Военнослужащий                                                        |
| 14  | Сумкин Сергей Александрович     | Высшее              | Генеральный директор строительно-монтажного АО «Консул»               |
| 15  | Парамонов Валентин Андреевич    | Высшее              | Директор Онежского ЛДК                                                |
| 16  | Новиков Алексей Иванович        | Высшее              | Заместитель начальника УВД                                            |
| 17  | Сивков Юрий Сергеевич           | Высшее              | Начальник цеха ПО «Севмаш»                                            |
| 18  |                                 |                     |                                                                       |
| 19  | Кочуров Николай Николаевич      | Высшее              | Редактор газеты «Северный рабочий»                                    |
| 20  | Раменский Александр Вадимович   | Высшее              | Заведующий отделом культуры и образования в газете «Северный рабочий» |
| 21  | Лозинский Борис Ростиславович   | Высшее              | Главный врач Вельской районной больницы                               |
| 22  | Асеев Юрий Андреевич            | Высшее              | Глава Усть-Вельской администрации Вельского района                    |
| 23  | Беляков Александр Александрович | Высшее              | Директор Авнюжского ЛПХ                                               |
| 24  | Орлов Николай Владимирович      | Высшее              | Заместитель директора Вилегодской ППЖКХ                               |
| 25  | Клеошкина Людмила Анатольевна   | Высшее              | Заместительница директора Березниковской средней школы                |
| 26  | Сметанин Николай Степанович     | Высшее              | Директор АО «Ухотский»                                                |
| 27  | Калямин Вячеслав Иванович       | Высшее              | Начальник «Архангельскавтодора»                                       |
| 28  | Сердюк Юрий Иванович            | Среднее техническое | Начальник Котласского ДРСУ                                            |
| 29  | Опякин Василий Григорьевич      | Высшее              | Председатель правления АО «Пермогорское»                              |
| 30  | Верещагин Алексей Фёдорович     | Высшее              | Начальник ленского ДРСУ                                               |
| 31  | Петухов Александр Николаевич    | Высшее              | Заместитель главы администрации Лешуконского района                   |
| 32  | Рыжков Валерий Иванович         | Высшее              | Глава администрации посёлка Каменка Мезенского района                 |
| 33  | Сивков Виктор Михайлович        | Высшее              | Главный инженер строительной фирмы «Консул-4» в Няндомском районе     |
| 34  | Исаков Николай Алексеевич       | Высшее              | Глава администрации Пинежского района                                 |
| 35  | Зыков Виктор Петрович           | Высшее              | Глава администрации посёлка Савинское Плесецкого района               |
| 36  | Соколов Василий Иванович        | Высшее              | Директор а/о Коневское                                                |
| 37  | Смирнов Александр Дмитриевич    | Высшее              | Председатель племенного завода-колхоза «Заостровский»                 |
| 38  | Шабунин Константин Петрович     | Высшее              | Директор соловецкой муниципальной средней школы                       |
| 39  | Горбунов Яков Всеволодович      | Высшее              | Глава администрации Устьянского района                                |
| 40  | Ющенко Владимир Васильевич      | Высшее              | Глава администрации Холмогорского района                              |
| 41  | Чертов Александр Альбертович    | Высшее              | Председатель АО «Шеговары»                                            |